# Statuia „Hercule doborând Centaurul”
Statuia „Hercule doborând Centaurul”, cunoscută și sub numele Centaurul, este opera sculptorului român Ion Jalea (1887 - 1983). Monumentul a fost dezvelit în anul 1925. 
Statuia din marmură este așezată pe un soclu paralelipipedic înalt de cca. un metru, din beton placat cu travertin.
Hercule, cel mai cunoscut erou din mitologia greacă, este cel care, datorită forței și vitejiei lui neobișnuite a fost primit în rândul zeilor după moarte, dobândinu-și astfel nemurirea. Luptele cu centaurii, stârniți de mirosul vinului pe care eroul îl băuse în peștera lui Pholus, se numără printre cele mai cunoscute isprăvi ale sale. Centaurii întruchipează forța umană și animală, unite într-o singură creatură. „La baza viziunii lui Jalea stă cultul pentru formă ca rezultat al observării realității – în special a figurii umane – și tendința încorporării unor morfologii fantastice evocatoare ale mitologiei antice. Sculpturile sale au un sens idealizant, Jalea vizând în permanență glorificarea unor fapte sau personalități semnificative din experiența istorică” spunea criticul și eseistul Petru Comarnescu. 
Lucrarea este înscrisă în Lista monumentelor istorice 2010 - Municipiul București - la nr. crt. 2300, cod LMI B-III-m-B-19984.
Monumentul este amplasat pe Insula Trandafirilor din Parcul Herăstrău, sector 1.